# Crocifisso di Gerresheim
Il Crocifisso di Gerresheim (in tedesco Gerresheimer Kruzifix) è un crocifisso in legno di quercia (210x180 cm) risalente al 960-970 circa, conservato nella basilica di Santa Margherita di Gerresheim, quartiere di Düsseldorf.

## Storia
Si ritiene che il crocifisso sia stato realizzato intorno al 960, comunque in tempo per la consacrazione della chiesa avvenuta nel 970, probabilmente su donazione dell'arcivescovo di Colonia Gerone, già committente di un'altra nota croce monumentale. L'opera ha superato indenne la ricostruzione duecentesca della basilica e anche i restauri ottocenteschi. Ad oggi è collocato al centro dell'abside, dietro l'altare maggiore.

## Descrizione e stile
Il corpo mostra ancora i resti della policromia originale, molto sbiadita. La figura del Cristo è piccola, minuta, con i lineamenti del viso morbidi. Il suppedaneo è una semplice tavoletta e i piedi del Cristo sono inchiodati separatamente, non sovrapposti. È assente il titulus crucis, andato perduto.
La croce è avvicinabile per datazione e quindi per stile alla Croce di Gerone, con cui condivide un'iconografia lontana da quella bizantina più diffusa all'epoca, riproducendo un Cristo non vittorioso e trascendente ma umano, dimesso, raccolto nella sua sofferenza, preferendo la dimensione realistica della crocifissione al posto di quella puramente spirituale e simbolica.
Insieme alla Croce di Gerone, alla Croce di Enghausen e alla Croce miracolosa di Elspe è uno dei crocifissi più antichi della Germania e una delle croci monumentali più antiche del mondo.